# Томас, Кристиан
Кристиа́н Па́трик Томас (род. 26 мая 1992, Торонто) — канадский хоккеист, нападающий. Сын хоккеиста Стива Томаса.

## Карьера

### В клубах
С сезона 2008/09 по 2011/12 выступал в Хоккейной лиге Онтарио за «Лондон Найтс» и «Ошава Дженералз». В НХЛ провёл 27 матчей и забросил одну шайбу, выступая в составе «Нью-Йорк Рейнджерс», «Монреаль Канадиенс» и «Аризона Койотис». Также играл в АХЛ за фарм-клубы этих команд. Сезон 2018/19 начал в Шведской хоккейной лиге в составе «Рёгле», сыграл 11 матчей, после чего перешёл в «Трактор». В КХЛ дебютировал 12 ноября 2018 года в матче против минского «Динамо». 

### В сборных
Победитель Мирового кубка вызова 2009 года в составе сборной Онтарио. В 2010 выступал за юниорскую сборную Канады на чемпионате мира. В 2018 стал обладателем бронзовой медали Олимпийских игр.